# 陆威仪
陆威仪（英語：Mark Edward Lewis，1954年9月25日—），师从何炳棣，是一位美国汉学家，研究中国古代史。

## 生平
陆威仪出生于1954年，在芝加哥大学拿到学士、硕士和博士学位。在国立台湾大学国际华语研习所学习中文，他的论文题为“The Imperial Transformation of Violence in Ancient China,”是在美籍华裔历史学家何炳棣指导下完成。
2002年起担任史丹佛大学李国鼎中国文化讲座教授。他之前是在剑桥大学担任东方研究学院的讲师.
他曾经得到一年德国洪堡奖学金，前往明斯特大学研究。

## 在线课程
他发布了在线课程 （页面存档备份，存于），免费提供给学习中文的学者使用。

## 著作
- 《早期中国的合法暴力》（Sanctioned Violence in Early China），1990年
- 《早期中国的写作与权威》（Writing and Authority in Early China），1999年
- 《早期中国的空间构造》（The Construction of Space in Early China），2006年
- 《早期中国的洪水神话》（The Flood Myths of Early China），2006年
- 《哈佛中国史》前三卷：
  - 《早期中华帝国：秦与汉》（The Early Chinese Empires: Qin and Han），2007年
  - 《分裂的帝国：南北朝》（China Between Empires: The Northern and Southern Dynasties），2009年
  - 《世界性的帝国：唐朝》（China’s Cosmopolitan Empire: The Tang Dynasty），2009年